# Kaskadenwehr

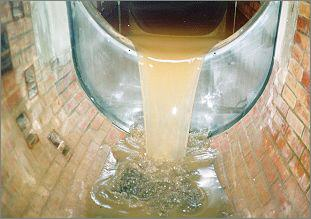
Foto eines Kaskadenwehres

Ein Kaskadenwehr ist ein bewegliches Wehr, welches künstliche Kaskaden erzeugt.

## Funktionsweise
Ein Kaskadenwehr ist eine hydraulisch vertikal verfahrbare Wehranlage, die in Mischwasserkanälen zur Zwischenspeicherung von Regenwasser eingesetzt wird.
Mischwasserkanäle leiten Abwässer (z. B. Toilettenspülungen) und Regenwasser von befestigten Flächen (z. B. Straßen und Dächer) zur Kläranlage.
Da die Kläranlage nicht den bei Regenwetter erheblich größeren Zufluss verarbeiten kann,
muss das in den Mischwasserkanal geflossene Regenwasser gepuffert werden.
Regenwasserpuffer können in teurer Beckenbauweise oder in preiswerter Kanalstauraumweise realisiert werden. Die preiswertere Realisierung von Kanalstauräumen mit Kaskadenwehren ermöglicht zusätzlich die automatisierte Reinigung von Kanälen.
Der Wehrkörper besteht in der Regel aus einem Edelstahlmantel,
welcher mit einem Stahlbetonkern ausgesteift ist. Das Wehr wird zum Freigeben des Fließquerschnittes in die Sohle gefahren. Um eine Retentionswirkung zu erzeugen, wird das Wehr in verschiedene Höhen gefahren und somit Wasser zurückgestaut. Je nach Retentionsvolumenbedarf wird die
Wehranlage in unterschiedlichen Stellungen positioniert. Eine künstliche Kaskade entsteht somit.

Kaskadensystem

## Einsatzbereich
In der Siedlungswasserwirtschaft können Kaskadenwehre, als Alternative zu Regenüberlaufbecken oder Stauraumkanälen, mit starren Drosselorganen gebaut werden.
Kaskadenwehre werden vorzugsweise in Mischwasser- oder Schmutzwasserkanälen eingesetzt und bieten somit die Möglichkeit die Abwasserströme zu steuern. Das primäre Ziel der Wehranlage besteht demnach in temporärem Speichern von Niederschlagsabflüssen und gedrosselter Weiterleitung zur unterliegenden Kläranlage. Durch dieses Verfahren wird die natürliche Vorflut mit weniger Misch- bzw. Abwasser belastet.
Ein weiterer Vorteil dieser Technik ist die Trockenwetterspülungsmöglichkeit. Dadurch wird der Kanal dauerhaft von Ablagerungen und Sedimentation befreit.
Bei gleichzeitigem Einsatz von einer Entlastungswehranlage nennt man diese Technik KSE-Technik: Kaskaden-, Schwall- und Entlastungstechnik.
Neben der Siedlungswasserwirtschaft können die Kaskadenwehranlagen auch im Flussbau, als Alternative zu anderen Wehranlagen, wie zum Beispiel Fischbauchklappen, eingesetzt werden. Der Vorteil liegt in der schnelleren und genaueren Abflussregulierung.